# 三丘薬品
三丘薬品株式会社（さんきゅうやくひん）は、かつて大阪府大阪市大淀区本庄中通4-48に本社を置いていた、塩野義製薬系列の医薬品卸売業であった。 現・スズケン。

## 沿革
- 1949年（昭和24年）2月22日 - 「三丘薬品株式会社」設立
- 1980年（昭和55年）3月 - 「天泉株式会社」と合併し「天泉三丘薬品株式会社」商号変更
- 1998年（平成10年）7月 - 塩野義系の東京都の大森薬品・高田東栄薬品・宮城県のフタミ薬品・大阪府の天泉三丘薬品・大阪薬品・京都府の京西堂・和歌山県の和歌山薬品・鳥取県のサンコー薬品・徳島県のトクヤク・愛媛県の愛薬・福岡県の福岡薬品が合併しオオモリ薬品設立

## 主要取引メーカー
- 塩野義製薬
- 日本商事
- 萬有製薬
- 台糖ファイザー
- 小野薬品